# 인터랙션 사이언스
인터랙션 사이언스는 인간과 기술이 상호작용하는 방법과 현상에 대한 이론을 다양한 학제간 접근을 통해 연구하는 학문이다.
미래산업의 핵심 영역인 HCI (Human-Computer Interaction), HII (Human Information Interaction), DMC (Digital Media & Contents), UX (User eXperience) 분야가 핵심 분야이며, 인간과 기술이 상호작용하는 방법과 현상에 대한 이론을 다양한 학제간 접근을 통해 인간 중심의 기술을 통칭하는 과학을 뜻한다. 이와 같은 과학을 시도하기 위하여 데이터 사이언스와도 밀접한 연관성이 있다.

## 목적
기본적으로 IT분야의 신성장동력 기술과 서비스의 창출은 기술(공학)에 대한 지식과, 기술을 사용하는 인간과 그 기술이 사용되는 환경에 대한 총체적 이해 (심리적, 사회적, 문화적, 제도적 맥락)를 바탕으로 하며, 이를 위해 인간 중심의 디자인을 제품 혹은 서비스에 이를 구현하여 실용적인 학문 가치의 상승을 주도하는 데 그 목적이 있다. 

## 필요성
국가간 IT분야에서의 국경의 경계선과 편차가 점차 없어지고 있으며, 그에 따라 그 산물로 할 수 있는 학문의 다양성이 중요시되고 있다. 특히 이것은 결과적으로 융합형 신기술과 상품 및 서비스 개발에 있어서 선진국과 후진국 간의 차이가 나타날 수 있는 결과로 나타날 것이기 때문에 더욱 중요시 되고 있다.

## 주요 학과 및 연구소

### 대한민국
- Department of Interaction Science, SKKU

2010년, 교육과학기술부의 WCU사업에 따라 대한민국에는 성균관대학교에 관련 학과가 설립되어 있다. 9명의 세계적 석학이 참여하여 설립하였다. 2018년 현재, 이관민 교수 (전 USC 교수), Frank Biocca (시라큐스대 석좌교수), Angel P. del Pobil (스페인 Jaume-I 교수) 등의 World Class 교수진을 포함한 12명의 교수가 포진해 있다.

### 해외
- PSU Media Effects Lab
- MIND LAB
- Media Lab, MIT
- I-School, Syracuse University
- Alto Department, Finland
- D-school, Stanford University
- Social Informatics, Indiana University